# Omizodes
Omizodes là một chi bướm đêm thuộc họ Geometridae.